# Klubovna

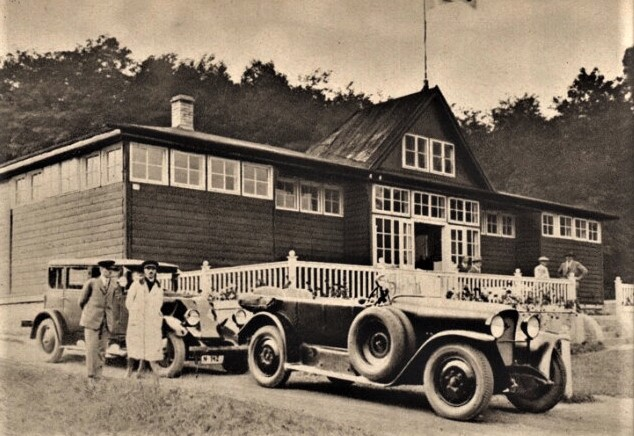
Klubovna Golf Clubu, Praha Motol, 1927

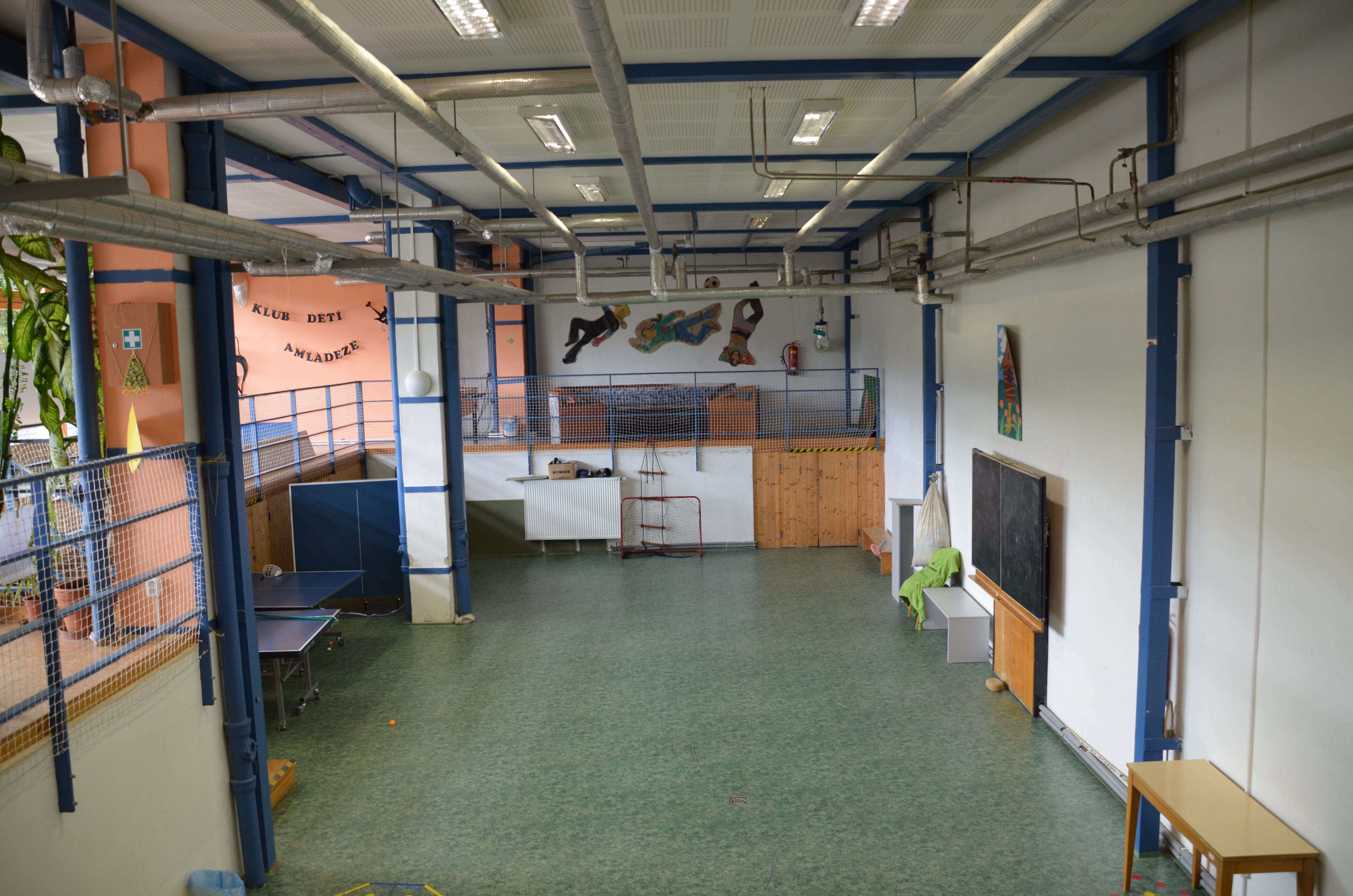
Klub dětí a mládeže v Adamově

Klubovna je prostora v budově, která slouží jako společenská místnost. Obvykle je určena pro pravidelné setkávání lidí se shodnými zájmy a potřebami.

## Historie
Starším synonymem výrazu klubovna je spolková místnost Spolkové místnosti byly v 19. století obvykle oddělené místnosti v hostincích, pronajímané spolkům.
Výraz klub je používán jak pro vlastní spolek, tak pro prostory, kde se jeho členové scházejí (klubovny), zejména v popisech zahraničního prostředí.

## Užití klubovny
Může se jednat o hlavní prostory nejen sportovního či společenského klubu, ale i sportovního oddílu, organizace pro práci s mládeží (např. pionýr nebo skautská organizace) či jiného občanského sdružení apod.
U některých spolků a občanských sdružení může klubovna někdy posloužit i jakožto provizorní kancelář nebo malý sklad.

## Klubovna v umění
Pojem klubovna, jako místo scházení a činnosti mládeže, zpopularizoval v českých podmínkách Jaroslav Foglar. Považoval klubovnu za základní podmínku pravidelné skautské činnosti.
Populární je zejména klubovna fiktivních Rychlých šípů, které se v ní ve Foglarových románech a komiksech scházely (např. v románu Stínadla se bouří).